# (5704) Schumacher
(5704) Schumacher ist ein Asteroid des Hauptgürtels, der am 17. Februar 1950 vom deutschen Astronomen Karl Wilhelm Reinmuth an der Landessternwarte Heidelberg-Königstuhl auf dem Westgipfel des Königstuhls bei Heidelberg entdeckt wurde.
Der Asteroid wurde am 19. Oktober 1994 nach dem deutschen Astronomen und Geodäten Heinrich Christian Schumacher (1780–1850) benannt, der die Sternwarte Altona und die erste himmelskundliche Fachzeitschrift Astronomische Nachrichten gründete.